# XIX Entertainment
XIX Entertainment, es una empresa de contenido de entretenimiento y derechos de propiedad intelectual ubicado en América del Norte y Europa. La compañía que ha sido valorada en $100 millones fue creado por Simon Fuller en 2010 para desarrollado comercialmente las personas de nivel mundial y propiedades de entretenimiento con relación a los deportes, música o moda,. La compañía proporciona servicios artístico que incluyen, management, producción musical y televisión, posicionamiento en redes sociales, relaciones públicas, marketing de entretenimiento, servicios contables y legales, y tiene un equipo de 50 con oficinas en Londres, Nueva York, Los Ángeles y Nashville.
La compañía maneja el grupo pop global Now United, Geri Halliwell, Annie Lennox, Victoria Beckham,  David Beckham, Andy Murray, Steven Tyler, Carrie Underwood, David Cook, Spice Girls, Aloe Blacc, Lisa Marie Presley, Roland Mouret, Bradley Wiggins, y está en asociación con Jennifer Lopez y Marc Anthony para la producción de 2012 Q'Viva! The Chosen. Lewis Hamilton fue menejado por la compañía desde comienzos de 2011 hasta noviembre de 2014.
En 2011 Simon Fuller anunció que XIX Entertainment estaría tomando una participación del 50% en una nueva aventura con el fundador de Island Records Chris Blackwell, llamado Blackwell Fuller Inc.